# Carlo Graaff
Pour les articles homonymes, voir Graaff.
Carlo Graaff (né le 20 juillet 1914 à Haaren et mort le 9 décembre 1975 à Braunlage) est un homme politique allemand du FDP. 

## Biographie
Après avoir obtenu son diplôme du Realgymnasium d'Aix la-Chapelle en 1932, Graaff effectue un stage d'un an et demi. Il étudie ensuite l'ingénierie mécanique à l'Université technique d'Aix-la-Chapelle et de Berlin. En 1939, il devient ingénieur qualifié et travaille comme directeur des opérations et directeur adjoint des opérations dans une usine de wagons. Après avoir d'abord travaillé dans d'autres entreprises, il reprend en 1950 l'usine de wagons de Basse-Saxe de son père Joseph Graaff à Elze près de Hildesheim en tant que propriétaire et gérant. Il fonde une succursale d'usine pour la construction de bus en métal léger. Graaff est président de l'association des employeurs de la Chambre de commerce et d'industrie du district de Hildesheim (jusqu'en 1968), juge honoraire au tribunal régional du travail et membre du conseil d'administration de la compagnie d'assurance régionale de Hanovre. 

## Parti politique
Graaff rejoint le FDP en 1949 et est président d'État du FDP de Basse-Saxe de 1957 à 1968. En 1956, il assume déjà cette fonction en tant que directeur général. Il appartient au FDP au "Hohensyburger Kreis" . Contrairement à de nombreux autres membres de ce groupe de discussion de l'aile droite du parti, il ne quitte pas quitté le FDP lors de la création de l'Action nationale libérale . De 1957 à 1970, il est membre du comité exécutif fédéral du FDP. 

## Parlementaire
Graaff est député du Bundestag du 4 juillet 1955, date à laquelle il a succédé à Robert Dannemann, jusqu'au 8 mai 1959 et de 1965 jusqu'à sa mort en 1975.  Du 15 juin 1972 jusqu'à la fin de la législature, il est président de la commission économique du Bundestag. Depuis les élections régionales de 1963 jusqu'à sa démission le 26 juin 1963, il est membre du Landtag de Basse-Saxe (cinquième législature). 

## Autres mandats
Graaff est ministre de l'Économie et des Transports de Basse-Saxe du 6 mai 1959 au 13 mai 1965. Il perd sa fonction à la suite de la formation d'une grande coalition de la CDU et du SPD en Basse-Saxe. 

## Honneurs
- 1968: Officier de l'ordre du Mérite de la République fédérale d'Allemagne
- 1973: Commandeur de l'ordre du Mérite de la République fédérale d'Allemagne